# Muusoctopus eicomar
Muusoctopus eicomar is een inktvissensoort uit de familie van de Enteroctopodidae. De wetenschappelijke naam van de soort werd voor het eerst geldig gepubliceerd in 2009 door Vega als Benthoctopus eicomar.